# 川島渡町
川島渡町（かわしまわたりまち）は、岐阜県各務原市の地名。丁番を持たない単独町名である。

## 地理
各務原市の南西部の川島地区の西端に位置し、各務原市の西端である。木曽川（木曽川本流・南派川）に接する。木曽川本流の河川敷には飛地がある。
町域の東部は川島緑町、川島松原町、川島北山町、西部と南部は愛知県一宮市、北部は川島笠田町、川島北山町及び羽島郡笠松町に接する。
木曽川本流には平成川島橋があり川島笠田町と、南派川には渡橋があり愛知県一宮市と結んでいる。
道路
- 東海北陸自動車道
- 県道93号川島三輪線
- 県道115号一宮川島線

### 小字
※明治後期から昭和初期に作成された「羽島郡川島村大字ごとの字地図」による。川島渡町は当時の大字松原島渡島分区であり、ここではその地域のみ記述する。
- 廣江
- 南渡
- 大塚
- 城屋敷
- 堀屋敷
- 茶買屋敷
- 兵部屋敷
- 寺屋敷
- 小谷島

## 歴史
江戸時代は羽栗郡松原島村の一部であり、旗本坪内氏領であった。
松原島村の一部であったが、松原島との間には木曽川の支流があり、渡島という島であったことから、明治初期には松原島村からの分立を願い出たが、実現しなかった。
1889年（明治22年）7月1日に松倉村、河田島村、笠田村、小網島村、松原島村の5ヶ村が合併し川島村が成立。大字松原島字渡島となる。1911年（明治44年）に大字松原島に区制が施行され、大字松原島字渡島が大字松原島渡島分区となり、事実上松原島から分立する。
1956年（昭和31年）10月1日に町制施行により川島町となると同時に渡町に改称。1988年（昭和63年）から川島町松河西部土地区画整理組合により行われていた、河田町の一部と松原町の一部、渡町の一部（23.25ha）の土地区画整理事業により、1994年（平成6年）にこの地域をもって緑町を設置（土地区画整理事業は1996年（平成8年）に完了）。
2004年（平成16年）11月1日、羽島郡川島町が各務原市に編入されると同時に、川島渡町に改称する。

## 世帯数と人口
2024年（令和6年）4月1日現在の世帯数と人口は以下の通りである。
| 町丁     | 世帯数  | 人口  |
| -------- | ------- | ----- |
| 川島渡町 | 385世帯 | 940人 |

## 小・中学校の学区
市立小・中学校に通う場合、学区は以下の通りとなる。
| 番・番地等 | 小学校               | 中学校               |
| ---------- | -------------------- | -------------------- |
| 全域       | 各務原市立川島小学校 | 各務原市立川島中学校 |

## 交通
- 各務原市ふれあいバス川島線
- 岐阜バス笠松川島線

## 主な施設
- 渡北公民館
- 八幡神社